# Darby (Montana)
Darby es un pueblo ubicado en el condado de Ravalli en el estado estadounidense de Montana. En el Censo de 2010 tenía una población de 720 habitantes y una densidad poblacional de 482,63 personas por km².

## Geografía
Darby se encuentra ubicado en las coordenadas 46°1′24″N 114°10′47″O / 46.02333, -114.17972. Según la Oficina del Censo de los Estados Unidos, Darby tiene una superficie total de 1.49 km², de la cual 1.49 km² corresponden a tierra firme y (0%) 0 km² es agua.

## Demografía
Según el censo de 2010, había 720 personas residiendo en Darby. La densidad de población era de 482,63 hab./km². De los 720 habitantes, Darby estaba compuesto por el 91.25% blancos, el 0.14% eran afroamericanos, el 4.17% eran amerindios, el 0.83% eran asiáticos, el 0% eran isleños del Pacífico, el 0% eran de otras razas y el 3.61% pertenecían a dos o más razas. Del total de la población el 2.22% eran hispanos o latinos de cualquier raza.